# Cerinthe
- Commons
- Wikispecies

Cerinthe L. é um gênero de plantas pertencente à família Boraginaceae.

## Espécies
- Cerinthe auricolata Ten.
- Cerinthe glabra Miller
- Cerinthe major L.
- Cerinthe minor L.
- Cerinthe tenuiflora Bertol.
- Lista completa

## Classificação do gênero
| Sistema | Classificação                      | Referência               |
| ------- | ---------------------------------- | ------------------------ |
| Linné   | Classe Pentandria, ordem Monogynia | Species plantarum (1753) |